# Liban tại Cúp bóng đá châu Á

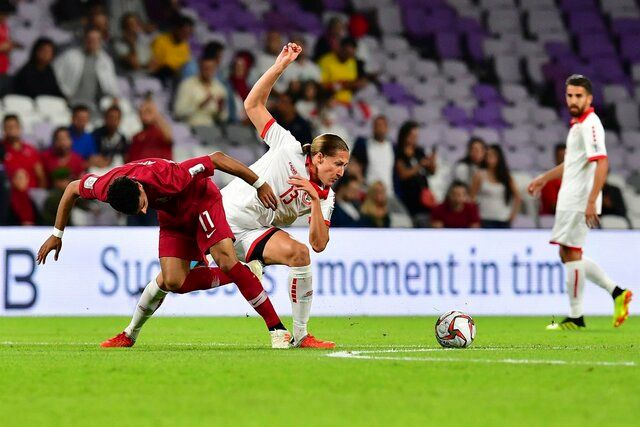
Liban (áo trắng) trong trận đấu với Qatar tại Asian Cup 2019

Liban đã có ba lần tham dự Cúp bóng đá châu Á (còn được gọi là AFC Asian Cup) cho đến nay. Lần đầu tiên là vào năm 2000 khi họ tham gia với tư cách chủ nhà sau cuộc nội chiến. Lần thứ hai là vào năm 2019, khi số đội tham gia giải đấu được tăng lên thành 24 đội tuyển, và Liban được tham dự sau khi vượt qua vòng loại. Lần gần nhất Liban dự Asian Cup là tại giải đấu năm 2023.
Trong lịch sử, Liban từng được xem là quốc gia yếu nhất trong làng bóng đá vì hiếm khi họ tham gia thi đấu vòng loại các giải đấu lớn, những thành tích kém cỏi, cơ sở vật chất nghèo nàn cũng như nội chiến đã làm suy yếu sức mạnh bóng đá nước này. Ngoài ra, trước Asian Cup 2019, Liban là một trong hai quốc gia Ả Rập duy nhất, cùng với Yemen, chưa vượt qua bất kỳ vòng loại nào của giải đấu. Tuy nhiên, kể từ sau thất bại tại vòng loại Giải bóng đá vô địch thế giới 2014 (FIFA World Cup 2014), nền bóng đá quốc gia Tây Á này đã bắt đầu "phục hưng": Liban duy trì 15 trận bất bại từ năm 2016 đến năm 2018 và giành vé tham dự Asian Cup 2019 qua vòng loại thứ ba.

## Thành tích chi tiết ở các kỳ Asian Cup

### AFC Asian Cup 2000
Năm 2000, Liban đã giành quyền tổ chức giải đấu bất chấp những lo ngại của FIFA về chất lượng các sân vận động. Dưới thời huấn luyện viên người Croatia Josip Skoblar, chiếc băng đội trưởng được trao cho Jamal Taha, đội tuyển Liban nằm ở bảng A cùng với Iran, Iraq và Thái Lan; chung cuộc Liban nằm ở chót bảng chỉ với hai điểm.
| Đội      | Điểm | ST | T | H | B | BT | BB | HS |
| -------- | ---- | -- | - | - | - | -- | -- | -- |
| Iran     | 7    | 3  | 2 | 1 | 0 | 6  | 1  | +5 |
| Iraq     | 4    | 3  | 1 | 1 | 1 | 4  | 3  | +1 |
| Thái Lan | 2    | 3  | 0 | 2 | 1 | 2  | 4  | −2 |
| Liban    | 2    | 3  | 0 | 2 | 1 | 3  | 7  | −4 |

| Liban | 0–4    | Iran                                       |
| ----- | ------ | ------------------------------------------ |
|       | Report | Bagheri 19' · Estili 75', 87' · Daei 90+1' |

| Liban                     | 2–2    | Iraq           |
| ------------------------- | ------ | -------------- |
| Chahrour 28' · Hojeij 76' | Report | Jeayer 5', 22' |

| Liban         | 1–1    | Thái Lan       |
| ------------- | ------ | -------------- |
| Fernandez 83' | Report | Pituratana 58' |

### AFC Asian Cup 2019
Dưới sự dẫn dắt của huấn luyện viên trưởng người Montenegro Miodrag Radulović, đội tuyển Liban đã thua hai trận trước hai đối thủ mạnh hơn là Qatar và Ả Rập Xê Út. Điều đó khiến họ phải cạnh tranh giành một trong bốn suất dành cho các đội đứng thứ ba có thành tích tốt nhất. Dù đã thắng Triều Tiên 4–1, tấm vé đi tiếp của họ đã rơi vào tay Việt Nam do thua hiệu số Fair-Play, bất chấp hai đội có các chỉ số khác ngang nhau.

| VT | Đội               | ST | T | H | B | BT | BB | HS  | Đ | Giành quyền tham dự                     |
| -- | ----------------- | -- | - | - | - | -- | -- | --- | - | --------------------------------------- |
| 1  | Qatar             | 3  | 3 | 0 | 0 | 10 | 0  | +10 | 9 | Giành quyền vào vòng đấu loại trực tiếp |
| 2  | Ả Rập Xê Út       | 3  | 2 | 0 | 1 | 6  | 2  | +4  | 6 | Giành quyền vào vòng đấu loại trực tiếp |
| 3  | Liban             | 3  | 1 | 0 | 2 | 4  | 5  | −1  | 3 |                                         |
| 4  | CHDCND Triều Tiên | 3  | 0 | 0 | 3 | 1  | 14 | −13 | 0 |                                         |

| Qatar                   | 2–0      | Liban |
| ----------------------- | -------- | ----- |
| - Al-Rawi 65' - Ali 79' | Chi tiết |       |

| Liban | 0–2      | Ả Rập Xê Út                        |
| ----- | -------- | ---------------------------------- |
|       | Chi tiết | - Al-Muwallad 12' - Al-Mogahwi 67' |

| Liban                                                             | 4–1      | CHDCND Triều Tiên    |
| ----------------------------------------------------------------- | -------- | -------------------- |
| - F. Michel Melki 27' - El-Helwe 65', 90+8' - Maatouk 80' (ph.đ.) | Chi tiết | - Pak Kwang-ryong 9' |

### AFC Asian Cup 2023
Liban đã thi đấu trận mở màn với chủ nhà Qatar vào ngày 12 tháng 1 năm 2024, trước sự chứng kiến của 82.490 khán giả tại Sân vận động Lusail Iconic. Đội không thể tạo bất ngờ khi nhận thất bại 0–3 trước đội chủ nhà. Trận hòa không bàn thắng ở lượt trận thứ hai với Trung Quốc khiến Liban cần một chiến thắng trong trận đấu cuối cùng với Tajikistan để giành quyền đi tiếp. Bassel Jradi ghi bàn giúp Liban sớm dẫn trước trong hiệp hai, nhưng tình thế thay đổi khi Kassem El Zein nhận thẻ đỏ ở phút 52, khiến Liban chỉ còn 10 cầu thủ. Tajikistan ghi hai bàn vào thời điểm cuối trận, loại Liban khỏi giải đấu. Đội đứng cuối bảng với chỉ một điểm.

| VT | Đội        | ST | T | H | B | BT | BB | HS | Đ | Giành quyền tham dự                 |
| -- | ---------- | -- | - | - | - | -- | -- | -- | - | ----------------------------------- |
| 1  | Qatar (H)  | 3  | 3 | 0 | 0 | 5  | 0  | +5 | 9 | Đi tiếp vào vòng đấu loại trực tiếp |
| 2  | Tajikistan | 3  | 1 | 1 | 1 | 2  | 2  | 0  | 4 | Đi tiếp vào vòng đấu loại trực tiếp |
| 3  | Trung Quốc | 3  | 0 | 2 | 1 | 0  | 1  | −1 | 2 |                                     |
| 4  | Liban      | 3  | 0 | 1 | 2 | 1  | 5  | −4 | 1 |                                     |

| Qatar                       | 3–0      | Liban |
| --------------------------- | -------- | ----- |
| - Afif 45', 90+6' - Ali 56' | Chi tiết |       |

| Liban | 0–0      | Trung Quốc |
| ----- | -------- | ---------- |
|       | Chi tiết |            |

| Tajikistan                          | 2–1      | Liban       |
| ----------------------------------- | -------- | ----------- |
| - Umarbayev 80' - Khamrokulov 90+2' | Chi tiết | - Jradi 47' |

## Tổng quan

### Giải đấu
| 1956                                            | Không tham dự            | Không tham dự            | Không tham dự            | Không tham dự            | Không tham dự            | Không tham dự            | Không tham dự            | Không tham dự            | Không tham dự            | Không tham dự               | Không tham dự               | Không tham dự               | Không tham dự               | Không tham dự               | Không tham dự               | Không tham dự               | Không tham dự | Không tham dự |
| 1960                                            | Không tham dự            | Không tham dự            | Không tham dự            | Không tham dự            | Không tham dự            | Không tham dự            | Không tham dự            | Không tham dự            | Không tham dự            | Không tham dự               | Không tham dự               | Không tham dự               | Không tham dự               | Không tham dự               | Không tham dự               | Không tham dự               | Không tham dự | Không tham dự |
| 1964                                            | Không tham dự            | Không tham dự            | Không tham dự            | Không tham dự            | Không tham dự            | Không tham dự            | Không tham dự            | Không tham dự            | Không tham dự            | Không tham dự               | Không tham dự               | Không tham dự               | Không tham dự               | Không tham dự               | Không tham dự               | Không tham dự               | Không tham dự | Không tham dự |
| 1968                                            | Không tham dự            | Không tham dự            | Không tham dự            | Không tham dự            | Không tham dự            | Không tham dự            | Không tham dự            | Không tham dự            | Không tham dự            | Không tham dự               | Không tham dự               | Không tham dự               | Không tham dự               | Không tham dự               | Không tham dự               | Không tham dự               | Không tham dự | Không tham dự |
| 1972                                            | Không vượt qua vòng loại | Không vượt qua vòng loại | Không vượt qua vòng loại | Không vượt qua vòng loại | Không vượt qua vòng loại | Không vượt qua vòng loại | Không vượt qua vòng loại | Không vượt qua vòng loại | Không vượt qua vòng loại | 3/7                         | 5                           | 2                           | 0                           | 3                           | 6                           | 10                          |               |               |
| 1976                                            | Bỏ cuộc                  | Bỏ cuộc                  | Bỏ cuộc                  | Bỏ cuộc                  | Bỏ cuộc                  | Bỏ cuộc                  | Bỏ cuộc                  | Bỏ cuộc                  | Bỏ cuộc                  | Bỏ cuộc                     | Bỏ cuộc                     | Bỏ cuộc                     | Bỏ cuộc                     | Bỏ cuộc                     | Bỏ cuộc                     | Bỏ cuộc                     | Bỏ cuộc       | Bỏ cuộc       |
| 1980                                            | Không vượt qua vòng loại | Không vượt qua vòng loại | Không vượt qua vòng loại | Không vượt qua vòng loại | Không vượt qua vòng loại | Không vượt qua vòng loại | Không vượt qua vòng loại | Không vượt qua vòng loại | Không vượt qua vòng loại | 3/4                         | 3                           | 1                           | 1                           | 1                           | 2                           | 1                           |               |               |
| 1984                                            | Bỏ cuộc                  | Bỏ cuộc                  | Bỏ cuộc                  | Bỏ cuộc                  | Bỏ cuộc                  | Bỏ cuộc                  | Bỏ cuộc                  | Bỏ cuộc                  | Bỏ cuộc                  | Bỏ cuộc                     | Bỏ cuộc                     | Bỏ cuộc                     | Bỏ cuộc                     | Bỏ cuộc                     | Bỏ cuộc                     | Bỏ cuộc                     | Bỏ cuộc       | Bỏ cuộc       |
| 1988                                            | Bỏ cuộc                  | Bỏ cuộc                  | Bỏ cuộc                  | Bỏ cuộc                  | Bỏ cuộc                  | Bỏ cuộc                  | Bỏ cuộc                  | Bỏ cuộc                  | Bỏ cuộc                  | Bỏ cuộc                     | Bỏ cuộc                     | Bỏ cuộc                     | Bỏ cuộc                     | Bỏ cuộc                     | Bỏ cuộc                     | Bỏ cuộc                     | Bỏ cuộc       | Bỏ cuộc       |
| 1992                                            | Bỏ cuộc                  | Bỏ cuộc                  | Bỏ cuộc                  | Bỏ cuộc                  | Bỏ cuộc                  | Bỏ cuộc                  | Bỏ cuộc                  | Bỏ cuộc                  | Bỏ cuộc                  | Bỏ cuộc                     | Bỏ cuộc                     | Bỏ cuộc                     | Bỏ cuộc                     | Bỏ cuộc                     | Bỏ cuộc                     | Bỏ cuộc                     | Bỏ cuộc       | Bỏ cuộc       |
| 1996                                            | Không vượt qua vòng loại | Không vượt qua vòng loại | Không vượt qua vòng loại | Không vượt qua vòng loại | Không vượt qua vòng loại | Không vượt qua vòng loại | Không vượt qua vòng loại | Không vượt qua vòng loại | Không vượt qua vòng loại | 2/3                         | 4                           | 2                           | 1                           | 1                           | 7                           | 6                           |               |               |
| 2000                                            | Vòng 1                   | 10/12                    | 3                        | 0                        | 2                        | 1                        | 3                        | 7                        | Đội hình                 | Tham dự với tư cách chủ nhà | Tham dự với tư cách chủ nhà | Tham dự với tư cách chủ nhà | Tham dự với tư cách chủ nhà | Tham dự với tư cách chủ nhà | Tham dự với tư cách chủ nhà | Tham dự với tư cách chủ nhà |               |               |
| 2004                                            | Không vượt qua vòng loại | Không vượt qua vòng loại | Không vượt qua vòng loại | Không vượt qua vòng loại | Không vượt qua vòng loại | Không vượt qua vòng loại | Không vượt qua vòng loại | Không vượt qua vòng loại | Không vượt qua vòng loại | 3/4                         | 6                           | 1                           | 1                           | 4                           | 2                           | 8                           |               |               |
| 2007                                            | Bỏ cuộc                  | Bỏ cuộc                  | Bỏ cuộc                  | Bỏ cuộc                  | Bỏ cuộc                  | Bỏ cuộc                  | Bỏ cuộc                  | Bỏ cuộc                  | Bỏ cuộc                  | Bỏ cuộc                     | Bỏ cuộc                     | Bỏ cuộc                     | Bỏ cuộc                     | Bỏ cuộc                     | Bỏ cuộc                     | Bỏ cuộc                     | Bỏ cuộc       | Bỏ cuộc       |
| 2011                                            | Không vượt qua vòng loại | Không vượt qua vòng loại | Không vượt qua vòng loại | Không vượt qua vòng loại | Không vượt qua vòng loại | Không vượt qua vòng loại | Không vượt qua vòng loại | Không vượt qua vòng loại | Không vượt qua vòng loại | 4/4                         | 8                           | 2                           | 1                           | 5                           | 8                           | 14                          |               |               |
| 2015                                            | Không vượt qua vòng loại | Không vượt qua vòng loại | Không vượt qua vòng loại | Không vượt qua vòng loại | Không vượt qua vòng loại | Không vượt qua vòng loại | Không vượt qua vòng loại | Không vượt qua vòng loại | Không vượt qua vòng loại | 3/4                         | 6                           | 2                           | 2                           | 2                           | 12                          | 14                          |               |               |
| 2019                                            | Vòng 1                   | 17/24                    | 3                        | 1                        | 0                        | 2                        | 4                        | 5                        | Đội hình                 | 2/5, 1/4                    | 14                          | 8                           | 3                           | 3                           | 26                          | 10                          |               |               |
| 2023                                            | Vòng 1                   | 19/24                    | 3                        | 0                        | 1                        | 2                        | 1                        | 5                        | Đội hình                 | 2/5                         | 6                           | 3                           | 1                           | 2                           | 11                          | 8                           |               |               |
| 2027                                            | Chưa xác định            | Chưa xác định            | Chưa xác định            | Chưa xác định            | Chưa xác định            | Chưa xác định            | Chưa xác định            | Chưa xác định            | Chưa xác định            | Chưa xác định               | Chưa xác định               | Chưa xác định               | Chưa xác định               | Chưa xác định               | Chưa xác định               | Chưa xác định               |               |               |
| Tổng                                            | Tốt nhất: vòng bảng      | 3/18                     | 9                        | 1                        | 3                        | 5                        | 8                        | 17                       | —                        | Tổng                        | 50                          | 20                          | 10                          | 20                          | 72                          | 68                          |               |               |
| \| Vô địch Á quân Hạng ba/Bán kết \| Chủ nhà \| |                          |                          |                          |                          |                          |                          |                          |                          |                          |                             |                             |                             |                             |                             |                             |                             |               |               |
| Vô địch Á quân Hạng ba/Bán kết                  | Chủ nhà                  |                          |                          |                          |                          |                          |                          |                          |                          |                             |                             |                             |                             |                             |                             |                             |               |               |

| Những dấu mốc của Liban tại Cúp bóng đá châu Á | Những dấu mốc của Liban tại Cúp bóng đá châu Á                                                     |
| ---------------------------------------------- | -------------------------------------------------------------------------------------------------- |
| Trận đầu tiên                                  | Liban 0–4 Iran · (12 tháng 10 năm 2000; Beirut, Liban)                                             |
| Trận thắng đậm nhất                            | Liban 4–1 CHDCND Triều Tiên · (17 tháng 1 năm 2019; Sharjah, Các tiểu vương quốc Ả Rập thống nhất) |
| Trận thua đậm nhất                             | Liban 0–4 Iran · (12 tháng 10 năm 2000; Beirut, Liban)                                             |
| Kết quả tốt nhất                               | Vòng bảng (2000, 2019, 2023)                                                                       |
| Kết quả tệ nhất                                | Vòng bảng (2000, 2019, 2023)                                                                       |

### Trận đấu
| Các trận đấu tại Cúp bóng đá châu Á | Các trận đấu tại Cúp bóng đá châu Á | Các trận đấu tại Cúp bóng đá châu Á | Các trận đấu tại Cúp bóng đá châu Á | Các trận đấu tại Cúp bóng đá châu Á | Các trận đấu tại Cúp bóng đá châu Á |
| Năm                                 | Vòng                                | Đối thủ                             | Kết quả bàn thắng                   | Kết quả thắng thua                  |                                     |
| ----------------------------------- | ----------------------------------- | ----------------------------------- | ----------------------------------- | ----------------------------------- | ----------------------------------- |
| 2000                                | Vòng bảng                           | Iran                                | 0–4                                 | Thua                                |                                     |
| 2000                                | Vòng bảng                           | Iraq                                | 2–2                                 | Hoà                                 |                                     |
| 2000                                | Vòng bảng                           | Thái Lan                            | 1–1                                 | Hoà                                 |                                     |
| 2019                                | Vòng bảng                           | Qatar                               | 0–2                                 | Thua                                |                                     |
| 2019                                | Vòng bảng                           | Ả Rập Xê Út                         | 0–2                                 | Thua                                |                                     |
| 2019                                | Vòng bảng                           | CHDCND Triều Tiên                   | 4–1                                 | Thắng                               |                                     |
| 2023                                | Vòng bảng                           | Qatar                               | 0–3                                 | Thua                                |                                     |
| 2023                                | Vòng bảng                           | Trung Quốc                          | 0–0                                 | Hòa                                 |                                     |
| 2023                                | Vòng bảng                           | Tajikistan                          | 1–2                                 | Thua                                |                                     |

## Danh sách cầu thủ ra sân nhiều nhất
| Thứ hạng | Cầu thủ                | Số trận đấu | Cúp bóng đá châu Á |
| -------- | ---------------------- | ----------- | ------------------ |
| 1        | Mohamad Haidar         | 6           | 2019, 2023         |
| 1        | Hilal El-Helwe         | 6           | 2019, 2023         |
| 1        | Hassan Maatouk         | 6           | 2019, 2023         |
| 1        | Robert Alexander Melki | 6           | 2019, 2023         |
| 5        | Bassel Jradi           | 4           | 2019, 2023         |
| 5        | Kassem El Zein         | 4           | 2019, 2023         |
| 7        | 18 cầu thủ             | 3           | 2000, 2019, 2023   |
| 25       | 17 cầu thủ             | 2           | 2000, 2019, 2023   |
| 42       | 8 cầu thủ              | 1           | 2000, 2019, 2023   |

## Danh sách cầu thủ ghi bàn
| Cầu thủ            | Số bàn thắng | AFC Asian Cup 2000 | AFC Asian Cup 2019 | AFC Asian Cup 2023 |
| ------------------ | ------------ | ------------------ | ------------------ | ------------------ |
| Hilal El-Helwe     | 2            |                    | 2                  |                    |
| Abbas Chahrour     | 1            | 1                  |                    |                    |
| Luís Fernandes     | 1            | 1                  |                    |                    |
| Moussa Hojeij      | 1            | 1                  |                    |                    |
| Hassan Maatouk     | 1            |                    | 1                  |                    |
| Felix Michel Melki | 1            |                    | 1                  |                    |
| Bassel Jradi       | 1            |                    |                    | 1                  |
| Tổng cộng          | 8            | 3                  | 4                  | 1                  |